# Efter allt
Efter allt är rockbandet Dia Psalmas andra studioalbum som släpptes 1995. Skivans titel kommer sig av att skivinspelningen drog ut på tiden och bandet tyckte det var skönt att till sist få skivan färdig. Skivan nådde 7:e plats på försäljningslistan, men ansågs ändå av vissa kritiker  som mindre lyckad jämfört med den tidigare Gryningstid. Luft är en av Dia Psalmas populäraste låtar och släpptes som singel, men sålde i relativt låga siffror. Enligt Dia Psalma själva var dock Efter allt ingen flopp (Källa: Konvolutet till Psamlade psalmer).
Utöver Luft, så torde Hundra kilo kärlek & Höstmåne vara de mest kända låtarna från skivan. Till två av låtarna på skivan gjordes musikvideor .
Texterna är skrivna av Ulke förutom spåren Vi svartnar och Ditt samvetes armé. Dia Psalma tog 1995 hjälp av Kajsa Grytt för att bearbeta texterna (utom möjligen Vemodsvalsen där Kajsa förmodligen inte varit delaktig, eftersom texten är samma på demon som på skivan).

## Låtlista
1. Luft
2. Vi svartnar
3. Vemodsvals
4. Bara ord
5. Ditt samvetes armé
6. Höstmåne
7. Del 1
8. Mördarvals
9. Hundra kilo kärlek
10. Del 2
11. Bärsärkar-marsch

## Citat från låtarna
"Om du tar efter någons beteende och tror att droger gör dig bäst hela livet blir en fest du ser bara honom leende men när han inte är i bild är han inte lika glad och mild"
//Del 2
"Det är modernt att ta sitt liv jag är nog lite efter, jag har inte haft tid"
//Del 1
"Flaskan i din hand bär Carlsbergs etikett det svenska mjödet biter, men har du druckit rätt ta och titta på din arm, se hur dom såg ut ska du kalla dig för viking, så skaffa en peruk"
//Bärsärka-marsch

## Listplaceringar
| Lista (1995) | Topplacering |
| ------------ | ------------ |
| Sverige      | 7            |